# Băneasa (Bucarest)
Pour les articles homonymes, voir Băneasa.
Băneasa est un quartier dans la partie nord de Bucarest, en Roumanie, au bord du lac du même nom (0,45 km2). 

## Histoire
Băneasa est à l'origine un village des environs de Bucarest, établi sur une partie de l'ancien domaine de la comtesse de Montesquiou-Fézensac.

## Lieux particuliers
- L'aéroport international Aurel-Vlaicu.
- Gare de Băneasa